# Molen van Overschie

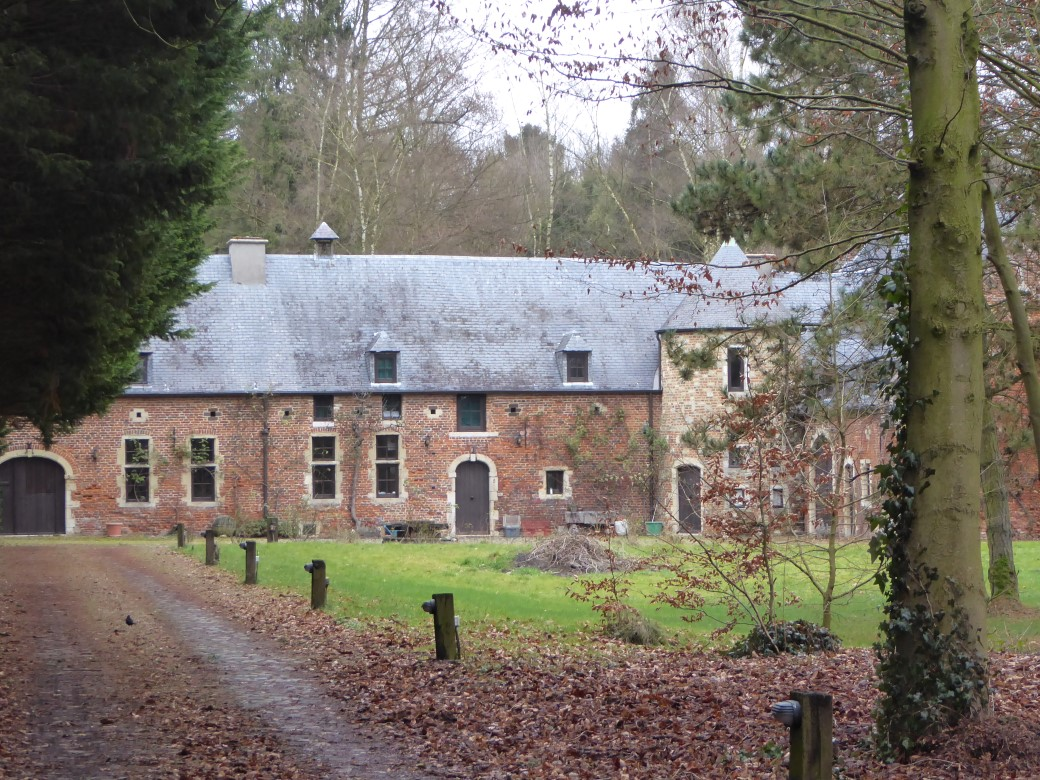
Molen van Overschie

De Molen van Overschie is een watermolen in de tot de Vlaams-Brabantse gemeente Huldenberg behorende plaats Neerijse, gelegen aan de Lindenjoflaan 5.
Deze onderslagmolen op de IJse fungeerde als korenmolen.

## Geschiedenis
De molen ligt vlak bij Kasteel d'Overschie en was eigendom van de kasteelheren aldaar. In 1686 werd voor het eerst melding gemaakt van een watermolen op deze plaats.
De huidige molen is uit de 2e helft van de 18e eeuw. De watermolen is als zodanig in gebruik geweest tot 1934, waarna een industriële krachtbron werd ingezet. In 1956 werd de molen verbouwd tot woonhuis, waarbij waterrad en maalinrichting verdwenen. In 1979 werd de molen beschermd als monument en dorpsgezicht.